# Hebrydy Wewnętrzne

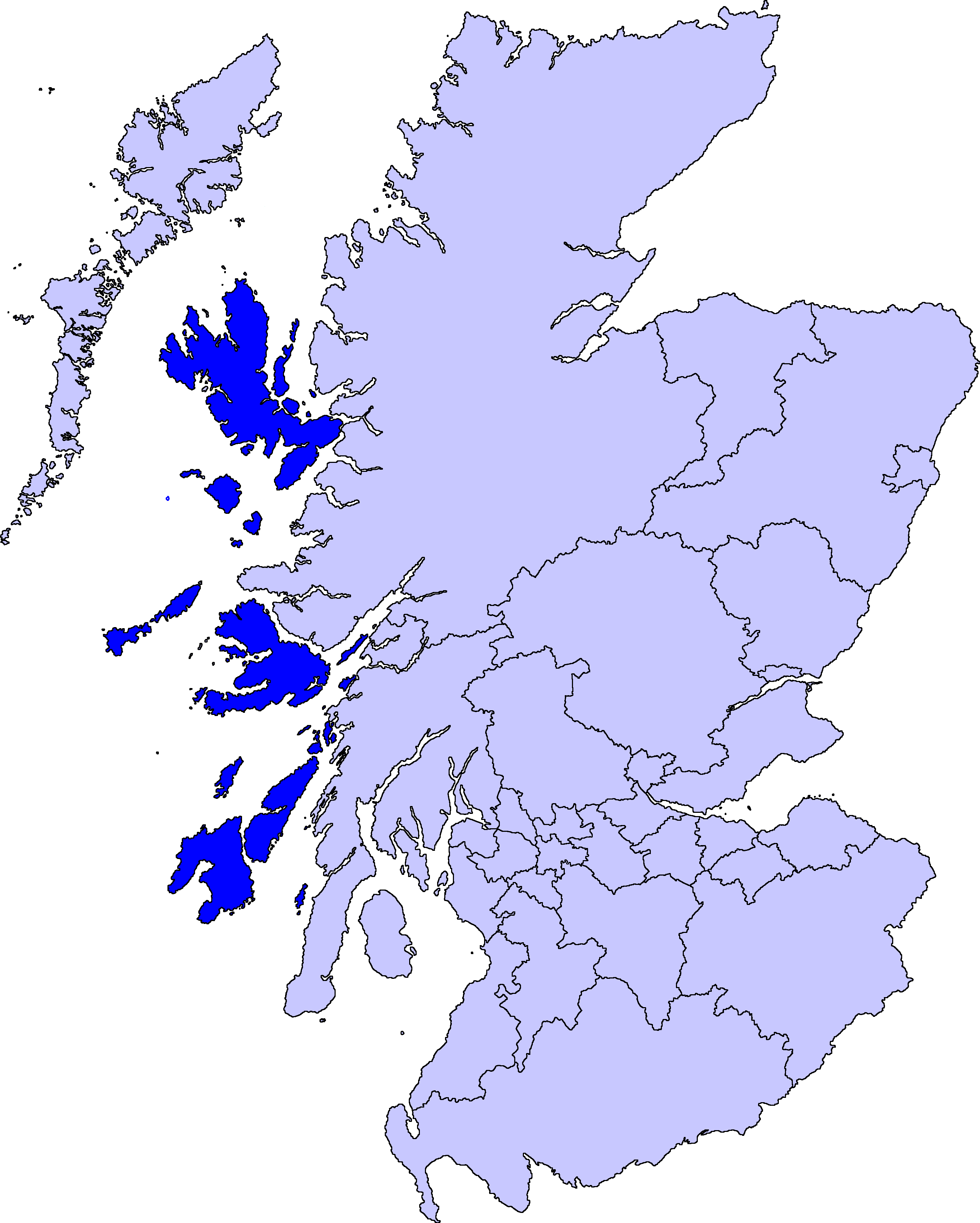
Umiejscowienie Hebrydów Wewnętrznych na mapie Szkocji

Hebrydy Wewnętrzne (ang. Inner Hebrides, gael. Na h-Eileanan a-staigh) – archipelag położony na zachód od wybrzeża Wielkiej Brytanii, należący do Szkocji. Wyspy są częścią Hebrydów, leżąc na południowy wschód od Hebrydów Zewnętrznych.
W klasycznych źródłach nazywane: Ebudae, lub Ebudes. Hebrydy Wewnętrzne dzieli się tradycyjnie na dwie grupy (północną i południową). Wyspy wchodzące w skład archipelagu to m.in. Skye, Mull, Iona, Islay, Jura, Tiree, Canna, Colonsay, Lismore.
Administracyjne wyspy należą do jednostek (council areas) Highland oraz Argyll and Bute.